# Tatranky
Tatranky jsou tradiční šestivrstvé oplatky s náplní a s čokoládovou polevou, která se v původní verzi nachází pouze po obvodu. Ačkoliv i jednotlivé kusy jsou na obalu označeny množným číslem, v běžném jazyce i v propagačních materiálech se pro jednotlivé kusy používá i označení tatranka. Název zobecněl tak, že jím jsou často hovorově označovány i podobné konkurenční výrobky s jinými názvy.

## Historie
Poprvé byly vyrobeny a pojmenovány v roce 1945. Zpočátku, při ruční výrobě, měly trojúhelníkový tvar jako štíty hor, z čehož byl také odvozen jejich název, ale vzhledem ke komplikovanější výrobě oplatek trojúhelníkovitého tvaru (aplikace polevy a balení při sériové výrobě) byl nakonec zvolen tvar obdélníkový. Technologii výroby vynalezl pracovník Vilém Škvarlo. Náplň byla původně oříšková, později také čokoládová a arašídová. Po roce 1989 se objevily další příchutě, ale také se snížil počet oplatkových plátků z šesti na pět (nyní, rok 2025, jsou již jen 3). V 60. letech vznikla verze zvaná Stadionka, která měla čokoládovou polevu po celé ploše oplatky, ale vzhledem k vyšší potřebě čokolády bylo od její výroby upuštěno. Začala se opět vyrábět až po roce 1989, a to pod názvem čokotatranky.
Tatranky vyráběla firma Theodor Fiedor, která byla zestátněná a v roce 1947 začleněna do státního podniku Československé čokoládovny n.p., nyní Opavia. Vyrábějí se však i ve slovenské firmě Sedita.

## Složení
V ČR se v prodejní síti nacházejí Tatranky především od výrobců Opavia a Pečivárne Sereď (Sedita). Složení Tatranek prodělalo od revoluce značný vývoj – pro zlevnění výroby klesl podíl náplně (oříšků, arašídů apod.). Snížil se váhový podíl čokoládové polevy, která je na obvodu sušenky. Došlo k velkému navýšení procentuálního podílu rostlinných tuků – dříve se používaly ztužené tuky různého původu – nyní hlavně rostlinné tuky na bázi palmového a řepkového oleje. Dále se navýšil procentuální podíl vody a cukru.
Výrobci se od sebe hodně liší technologií výroby – Opavia vyrábí Tatranky a Horalky s vyšším podílem cukru a rostlinných tuků na bázi palmového oleje. Dále arašídové Tatranky už vyrábí bez arašídů – v rámci „optimalizace produktového portfolia“ – pouze s umělou příchutí. Dříve podíl arašídů tvořil až 10 % z váhy výrobku.
SEDITA-Pečivárne Sereď používají palmový, kokosový, bambucký a slunečnicový olej a o něco menší podíl cukru. V oříškových a arašídových verzích důsledně dodržuje podíl cca 8 % ve váze výrobku. Existují i varianty Tesco, Clever, atd. – značek obchodníků, kteří si nechávají Horalky a Tatranky vyrábět v různých firmách – často s ještě vyšším podílem rostlinných tuků a cukru – viz složení jednotlivých výrobků na obale.
Tatranky a obdobné výrobky s jinými názvy jsou typické produkty, kde dochází ke zdražování formou nenápadného zmenšování velikosti výrobku. Kolem roku 2012 byla gramáž oplatek Tatranky Opavia snížena z 50 gramů na 47 gramů. Tatranky ze Seredi už dosáhly 30 gramů.

## Další výrobky
Dalšími novějšími variantami jsou „3D Tatranky“ (s kousky lískových oříšků) a „Minitatranky“ (v menší velikosti).
Oplatky pod názvem Horalky dodávají stejní výrobci jako Tatranky (Opavia a Sedita). Řetězec Albert nabízí oplatky Turistky o hmotnosti 45 gramů (v roce 2024). Dále existují oplatky Katy (řetězec Kaufland), Marilky (výrobce Marila), Jizerky (řetězec Penny).

### Přehled podobných výrobků
Výrobky podobné Tatrankám a Horalkám, tj. obdélníkové oplatky máčené po obvodu v čokoládové polevě, nabízejí či nabízeli i další výrobci a obchodní řetězce:
- Apeninky (řetězec Lidl)[8]
- Berilky (řetězec Tesco, výrobce Mokate)
- Hi Alpino Wafers (výrobce Mokate)[9]
- Jesenky (výrobce Mokate)[9]
- Jizerky (řetězec Penny Market)
- Katy (řetězec Kaufland)
- Marilky (výrobce Marila / Mokate)
- Scouty (řetězec Lidl)[10]
- Skautky (řetězec Lidl, v rámci „slovenského týdne“)[11]
- Turistky (řetězec Albert, výrobce Mokate[12], dříve Pečivárne Liptovský Hrádok[9])

## Spor Sedita vs. Opavia
I.D.C. Holding (majitel firmy Sedita) již léta vyráběl Horalky v průsvitném obalu s vyobrazením horských květů a v roce 2003 si začal stěžovat, že Opavia změnila obal svých Horalek podle slovenského vzoru. I.D.C. podala na Opavii u krajského soudu v Bratislavě žalobu kvůli nekalé soutěži.
Spor o značky Tatranky a Horalky uzavřely v roce 2006 slovenská společnost I.D.C. Holding a česká společnost Opavia-LU smírnou dohodou, že tyto značky mohou používat obě společnosti, ale vzhledově se jejich výrobky budou lišit. Podle dohody by české Tatranky a Horalky měly mít logo a název vytištěný po šířce obalu, zatímco slovenské po délce. Ochrannou známku ovšem vlastní od 90. let pouze česká firma.